# Dominique Toscan
Dominique Toscan, né vers 1743 dans la région du Congo, est un esclave affranchi, qui servit comme marin lors d'expéditions de traite négrière au départ de Bordeaux. Même si sa trajectoire n'est pas isolée parmi ses pairs, elle reste toutefois exceptionnelle.

## Biographie
Dominique Toscan est né vers 1743 dans la vaste région qu'on appelle alors Congo, sous un nom africain qui ne nous est pas parvenu.
Il est adolescent quand il est réduit en esclavage. Abel Castaing — un capitaine négrier bordelais qui effectue au moins quatre voyages de traite triangulaire entre 1746 et 1771 aux commandes des navires La Liberté (!), La Garonne, La Naïade et L'Utile — l'achète et l'emploie comme domestique. C'est lui qui lui donne le sobriquet de « Toscan ».
Castaing l'emmène vivre quelque temps à Bordeaux, puis l'embarque en 1768 à bord de son navire de traite La Naïade, qui déportera 257 esclaves de l'Angole (on désigne alors ainsi non seulement la côte de l'actuelle Angola, mais surtout celle, au nord de l'embouchure du Zaïre (fleuve Congo), des royaumes du Congo) jusqu'à Saint-Domingue.
En 1771, Toscan est baptisé du prénom de Dominique ; il repart avec Castaing à bord de L'Utile, pour transporter 335 esclaves de Malimbe au Cap Français. Dans l'expédition, il sert officiellement de maître d'hôtel et d’interprète. Après un périple de huit mois, le navire rentre à Bordeaux en avril 1772 : Dominique Toscan est rémunéré 30 livres par mois pour ses qualités d’interprète,, ce qui prouve son importance dans les affaires du négociant qui l'emploie. Un autre esclave, « L'Éveillé », appartenant à François Castaing, frère et héritier d'Abel, a un destin comparable : il devient son interprète, percevant pour ces services 10 livres par mois.
Ils rentrent à Bordeaux en 1772. Abel Castaing y décède trois ans plus tard, affranchissant par testament son esclave le 6 avril 1775.
Aussitôt, Dominique Toscan s'embarque sur Le Fortuné — un autre navire des Castaing —, à destination directe de Saint-Domingue, payant sa traversée en travaillant à bord comme marin,.